# Шаг-Новожилов, Анатолий Сергеевич
Анато́лий Серге́евич Шаг-Новожи́лов (21 ноября 1910, Выборг — 18 мая 2007, Москва) — советский и российский артист, иллюзионист, режиссёр, изобретатель оригинальных иллюзионных трюков, видный деятель циркового искусства. Заслуженный артист Белорусской ССР, Заслуженный деятель искусств РФ (2004).

## Биография
Родился в Выборге в 1910 году.
В 1917 вместе с семьёй был выслан в Россию «за приверженность советской власти». В России воспитывался в детском приюте (о судьбе родителей после высылки не сообщается). В 14 лет был отдан в ФЗУ, которое в 17 лет окончил с отличием. Однако на завод Анатолий работать не пошёл, а начал выступать в цирке.
В 1925–1927 занимался в акробатической студии В. В. Ротальского в Ленинграде. С 1927 выступал как акробат-эксцентрик со своим наставником Алексеем Григорьевичем Швецовым (отсюда псевдоним Шаг, составленный из первых букв фамилии, имени, отчества); в конце 1920-х годов работал в качестве музыкального эксцентрика с В. Михаллини и коверного клоуна в коллективе под руководством И. Чарского. 
Иллюзионистом начал работать в 20 лет, после того, как фокусник, которому он ассистировал, потребовал для себя 50 процентов от сбора цирка, в противном случае угрожая разорвать контракт. Руководство цирка не согласилось на эти условия, и уехавшего артиста заменил Шаг-Новожилов. Уже тогда он начал изобретать собственные иллюзионные и цирковые номера, применяя, в том числе, знания, полученные в ФЗУ.
В 1932-1934 году отслужил срочную службу в рядах РККА, привлекался к самодеятельности с собственным номером.
Во время Великой Отечественной войны был на фронте в составе концертной бригады армейского Дома Красной Армии 51-й армии. Воевал в Крыму, под Сталинградом. Закончил войну старшим лейтенантом. Награждён орденом Красной Звезды и медалями.
В 1962-1967 Анатолий Шаг-Новожилов возглавлял Белорусский цирковой коллектив.
Шаг-Новожилов не только создавал цирковые аттракционы и спектакли, но и придумывал трюки для театральных постановок и кинофильмов. Так, все трюки в фильме Марка Захарова про графа Калиостро «Формула любви» — его авторские. В другой раз к иллюзионисту обратился Борис Покровский с просьбой придумать визуальные эффекты для спектакля «Руслан и Людмила».
Ни один придуманный Новожиловым трюк не повторялся.
Анатолий Шаг-Новожилов умер в возрасте 96 лет, до последних лет не оставив любимого дела. Похоронен на Востряковском кладбище в Москве.

## Награды и звания
- Орден Отечественной войны II степени (11.03.1985)
- Орден Красной Звезды (04.04.1943)
- Орден «Знак Почёта» (27.10.1967)[4]
- медали
- Заслуженный артист Белорусской ССР
- Заслуженный деятель искусств РФ (02.02.2004)
- Почётная грамота Президиума Верховного Совета РСФСР (1980)[5]